# Johann Hönig
Johann Hönig (10. května 1810 Karlova Studánka – 26. října 1886 Vídeň) byl rakouský matematik, vysokoškolský pedagog a politik německé národnosti, během revolučního roku 1848 poslanec Říšského sněmu.

## Biografie
Narodil se v Karlově Studánce na Moravě. Po absolvování vysoké školy působil v letech 1839–1843 jako první profesor nově zřízené katedry technického kreslení na Hornické a lesnické akademii v Banské Štiavnici. Zavedl přednášky a zkoušky z deskriptivní geometrie, což narazilo na odpor studentů a setkalo se i s nepochopením dvorské komory jako nadřízeného orgánu akademie. V roce 1843 přešel na Polytechnický institut ve Vídni, kde se stal profesorem a přednostou katedry deskriptivní geometrie. V čele katedry stál 27 let a vychoval první silnou generaci deskriptivních geometrů (R. Niemtschik, R. Staudigl, Rudolf Skuherský, G. V. Peschke aj.), která se zasloužila o rozvoj deskriptivní geometrie jako vědy a jako bázového předmětu teoretického základu inženýrského vzdělávání.
V dějinách deskriptivní geometrie je označován za zakladatele deskriptivní geometrie jako vědecké disciplíny v Rakousku (přesněji – v Rakousko-Uhersku). Jeho učebnice Úvod do studia deskriptivní geometrie (Anleitung zum Studium der darstellenden Geometrie, Vídeň 1845) sloužila po tři desetiletí jako vzor vědecké a učebnicové literatury z deskriptivní geometrie v Rakousku. Pravidelnými veřejnými přednáškami z deskriptivní geometrie se zasloužil o propagaci tohoto předmětu u širší veřejnosti.
Během revolučního roku 1848 se zapojil i do politiky. Ve volbách roku 1848 byl zvolen do rakouského ústavodárného Říšského sněmu. Zastupoval volební obvod Úsov na Moravě. Uvádí se jako profesor polytechnického institutu. Patřil ke sněmovní levici. Uvádí se etnicky jako Němec.